# Стара Загора
Стара Загора је шести по величини град у Републици Бугарској, у средишњем делу земље. Град је и седиште истоимене Старозагорске области.
Град Стара Загора је данас позната као град са веома високим платама спрам просека Бугарске, одмах иза престонице Софије.

## Географија
Град Стара Загора се налази у средишњем делу Бугарске, на око 230 km источно од Софије. Поред града пролази важан саобраћајни правац Софија — Бургас. Област Старе Загоре представља најсевернији део историјске покрајине Тракија. Град се сместио у јужном подножју планинског система Балкана на речици Бедечкој. Јужно од града пружа се долина реке Марице.
Клима у граду је измењено континентална са снажним утицајем средоземне, што се огледа посебно у веома жарким и сувим летима.

## Историја
Стара Загора сматра се једним од најстаријих насеља у Бугарској и јужној Европи. Првобитно насеље основали су Трачани у 6. или 5. веку п. н. е. под именом Берое (што значи гвожђе). Подручје око града било је рударско још од античких времена, тако су пронађени остаци рударских насеља и рудник бакра из неолита.
У време Рима, град је прозван у Ulpia Augusta Traiana у част цара Августа Трајана.
Током већег дела средњег века град је био у саставу Бугарске под називом Иринополис по царици Ирини. Године 1371. град је пао под власт Османлија.
1885. године град је постао део савремене бугарске државе и званично добио данашње име 'Стара Загора'. Од тада град је потпуно променио изглед и добио црте 'европског града', што се посебно огледава у правилној ортогоналној уличној мрежи.
Једну српску књигу поручио је 1875. године Стефан Стојановић становник Старе Загоре.

## Становништво
| 1946.  | 1956.  | 1965.  | 1975.   | 1985.   | 1992.   | 2001.   |
| ------ | ------ | ------ | ------- | ------- | ------- | ------- |
| 37.220 | 55.094 | 88.621 | 122.277 | 150.803 | 150.518 | 143.420 |

По проценама из 2007. године град Стара Загора има око 155-160.000 становника. Огромна већина градског становништва су етнички Бугари православне вероисповести. Остатак су Роми, Турци. Последњих 20ак година град губи становништво. Оживљавање привреде требало би да заустави негативни демографски тренд.

## Партнерски градови
- Самара
- Радом
- Бареиро
- Јуејанг

## Галерија
- Савремено здање Историјског музеја
- Здање општине
- парк Загорка са језером